# 長沼権一

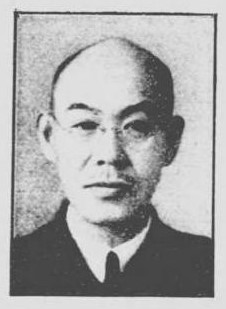
長沼権一

長沼 権一（ながぬま ごんいち、1887年（明治20年）9月12日 - 1952年（昭和27年）4月26日）は、大正から昭和時代の政治家。衆議院議員、新潟県西蒲原郡道上村長、陸軍軍人。

## 経歴
新潟県西蒲原郡河間村（道上村、中之口村を経て現新潟市西蒲区河間）出身。長沼喜八の長男として生まれ、1940年（昭和15年）家督を相続する。1904年（明治37年）県立新潟中学校卒業。陸軍に入り、歩兵少尉に進む。
在郷軍人会西蒲原郡連合分会副長、同分会長、軍人後援会新潟支部理事、道上村長、新潟県翼賛壮年団副団長、大政翼賛会新潟県支部常務委員、道上村収入役、金銭債務、小作、人事、戦時特別各調停委員を歴任した。
1942年（昭和17年）4月の第21回衆議院議員総選挙では新潟県第1区から翼賛政治体制協議会推薦で出馬し当選。衆議院議員を1期務めた。在任中は翼賛政治会政調厚生、陸軍兼務委員を務めた。1945年（昭和20年）12月1日に衆議院議員を辞職。その後、公職追放となった。